# Sarima separata
Sarima separata är en insektsart som beskrevs av Melichar 1906. Sarima separata ingår i släktet Sarima och familjen sköldstritar. Inga underarter finns listade i Catalogue of Life.